# Ariel Roberto Pereyra
Ariel Roberto Pereyra Legallais (Mendoza, 11 novembre 1973) è un ex calciatore argentino naturalizzato cileno, di ruolo attaccante e vice allenatore del LA Galaxy.

## Carriera

### Club
Ha giocato nella massima serie del campionato argentino e cileno.